# Krasnogórovka
Krasnogórovka - Красногоровка (rus) - és un poble del krai de Krasnodar, a Rússia. Es troba a la vora dreta del riu Kugo-Ieia, afluent del Ieia, a 25 km al nord de Krilóvskaia i a 183 km al nord-est de Krasnodar, la capital. Pertany al municipi de Kugoiéiskaia.